# Burgh on Bain
Burgh on Bain är en civil parish i Storbritannien.   Den ligger i grevskapet Lincolnshire och riksdelen England, i den sydöstra delen av landet, 210 km norr om huvudstaden London. Antalet invånare är 172.